# International Guitar Competition & Festival Berlin

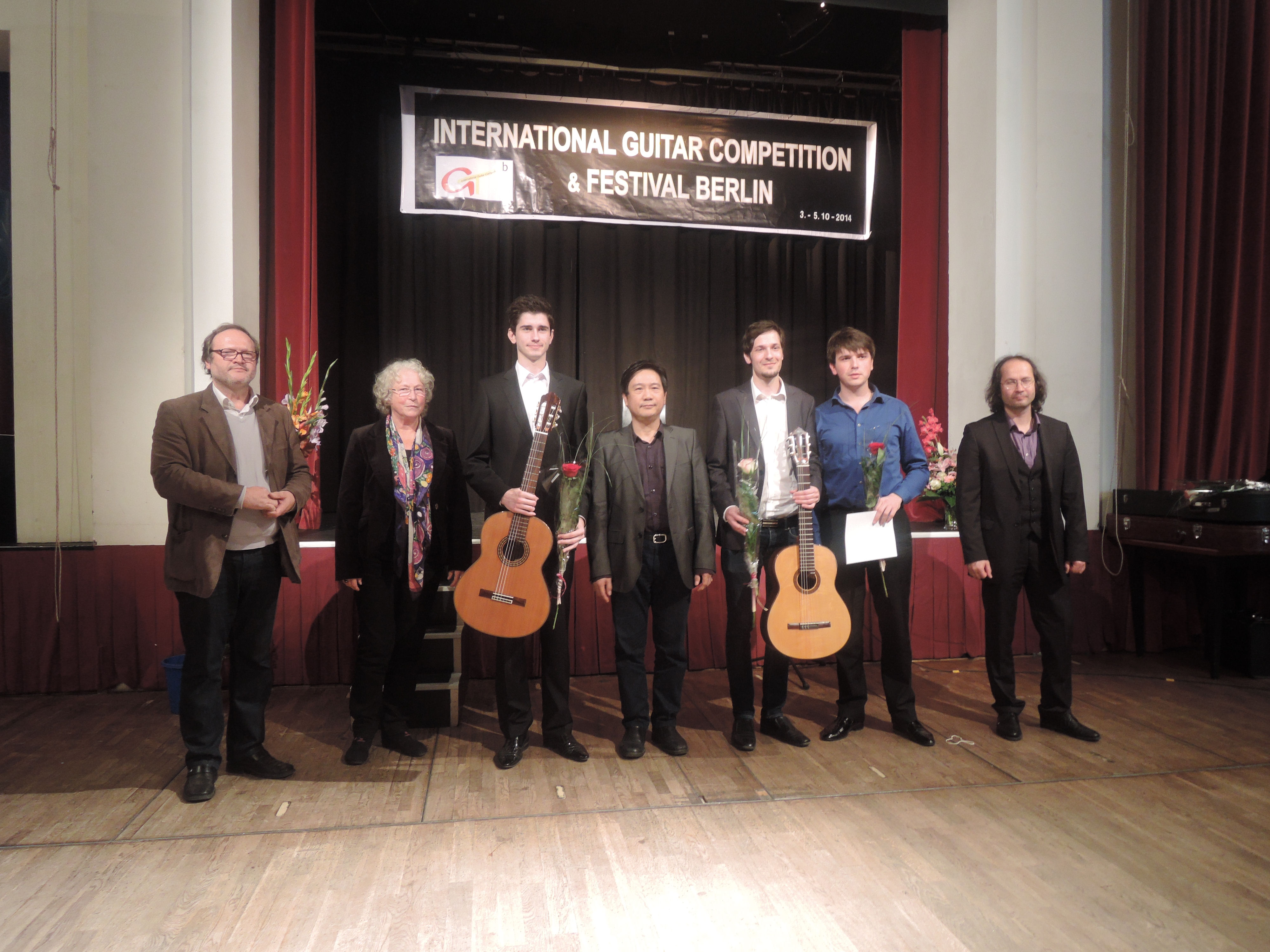
Jury und Gewinner 2014

Der International Guitar Competition & Festival Berlin ist ein Wettbewerb für klassische Gitarristen aus aller Welt. Er findet seit 2006 alle 2 Jahre in Berlin statt. Der künstlerische Leiter ist der Komponist & Gitarrist Dang Ngoc Long.
Die Teilnehmer dürfen nicht älter als 32 Jahre alt sein. Neben selbst gewählten Musikstücken müssen die Teilnehmer auch bestimmte Pflichtstücke auswendig spielen können.
Bis heute nahmen am Wettbewerb über 100 Teilnehmer aus verschiedenen Ländern teil, so z. B. aus Deutschland, Brasilien, England, Polen, Neuseeland, Ukraine, Israel, Belarus, Russland, Frankreich, Bulgarien, Belgien, Taiwan, Spanien, Thailand, Chile, Slowenien, Südkorea, Irland, Japan, Vietnam, Dänemark, Österreich, Peru, Kolumbien, USA, Portugal, ...

## Preisträger
- 2006
  - 1. Preis: Shiri Coneh (Israel)
  - 2. Preis: Noriyuki Masuda (Japan)
  - 3. Preis: Karoline Kumst (Deutschland)
  - 3. Preis: Gaku Yamada (Japan)

- 2008

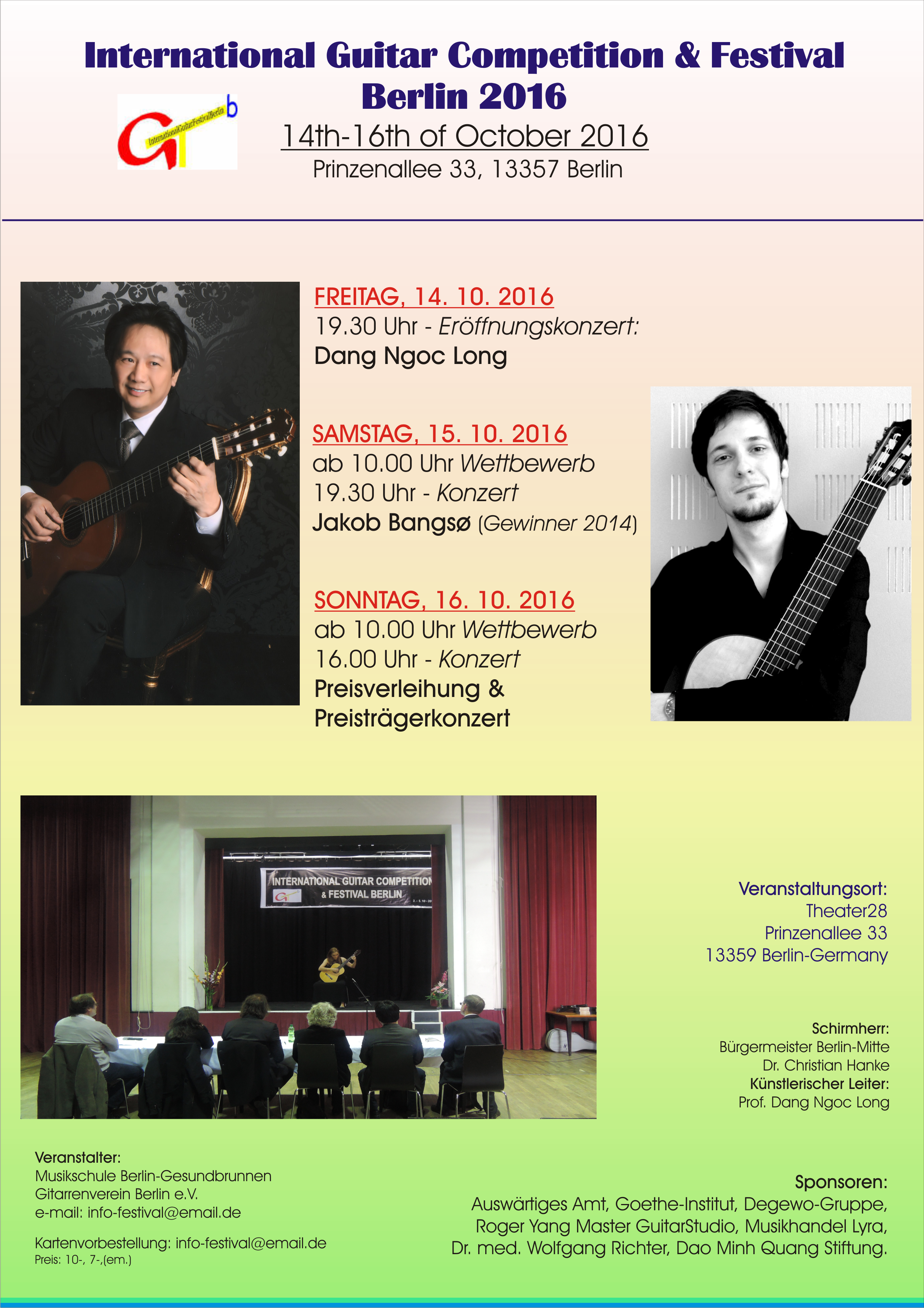
Poster Competition 2016

  - 1. Preis: Ekachai Jearakul (Thailand)
  - 2. Preis: Mateus Dela Ponte (Brasilien)
  - 3. Preis: Nohyoung Lee (Süd-Korea)

- 2010
  - 1. Preis: Chia-wei lin  (Taiwan)
  - 2. Preis: Bilodid Denys (Ukraine)
  - 3. Preis: Claire Sananikone (Frankreich)

- 2012
  - 1. Preis: Claire Sananikone (Frankreich)
  - 2. Preis: Igor Dedusenko (Belarus)
  - 3. Preis: Nejc Kuhar (Slowenien)
  - Sonderpreis: Svetoslav Kostov (Bulgarien) (Best presentation of compositions from Dang Ngoc Long)

- 2014
  - 1. Preis: Jakob Bangsø (Denmark)
  - 2. Preis: 2nd prizeYaroslav Makarich (Belarus)
  - 3. Preis: 3rd prizeDimitry Zagumennikov (Russia)

- 2016
  - 1. Preis: Niklas Johansen (Denmark)
  - 2. Preis: An Tran (Vietnam/USA)
  - 3. Preis: Francesco Scelzo (Peru/Italia)
  - Sonderpreis: Yaroslav Makarich (Belarus)